# حنایی
حنایی رنگی است که ممکن است به عنوان سرخ مایل به قهوه‌ای یا قهوه‌ای مایل به سرخ، به عنوان زنگ‌زده یا آهن اکسیده توصیف شود. اولین استفاده ثبت شده از rufous به عنوان یک نام رنگ در انگلیسی در سال ۱۷۸۲ بود. با این حال، این رنگ قبلاً در سال ۱۵۲۷ به عنوان رنگ شناسایی ادرار نیز ثبت شده‌است.
واژهٔ "Rufous" از واژهٔ لاتین rufus به معنای «سرخ» گرفته شده‌است و به عنوان یک صفت در نام بسیاری از جانوران - به ویژه پرندگان - برای توصیف رنگ پوست، خز یا پوشش پرهای آن‌ها به کار می‌رود.
Rufous